# IPhone 5s
Das iPhone 5s (Eigenschreibweise mit 🅂 oder Kapitälchen) ist das siebte Smartphone der iPhone-Reihe des US-amerikanischen Unternehmens Apple. Das Gerät beruht funktional auf dem hauseigenen Betriebssystem Apple iOS und kann vom Benutzer hauptsächlich durch Fingerberührungen am Multi-Touch-Bildschirm bedient werden. Die Betriebssystemversion bei der Einführung war 7.0, die aktuelle Version ist 12.5.7. Es wurde als Nachfolgemodell des iPhone 5 in den Farben Grau (Herstellerbezeichnung Spacegrau), Silber und Gold sowie mit 16, 32 oder 64 GB Flash-Speicher seit dem 20. September 2013 in Deutschland angeboten; seit dem 25. Oktober 2013 war es in Österreich und der Schweiz erhältlich. Im September 2014 wurde es durch das iPhone 6 abgelöst, jedoch erst mit Vorstellung des iPhone SE im März 2016 nach zweieinhalb Jahren Verkauf aus dem Sortiment genommen.

## Geschichte
Das Gerät und alle wesentlichen technischen Details wurden vom Hersteller erstmals am 10. September 2013 in Cupertino zusammen mit dem iPhone 5C vorgestellt, nur wenige Tage vor dem geplanten Verkaufsstart.

## Design

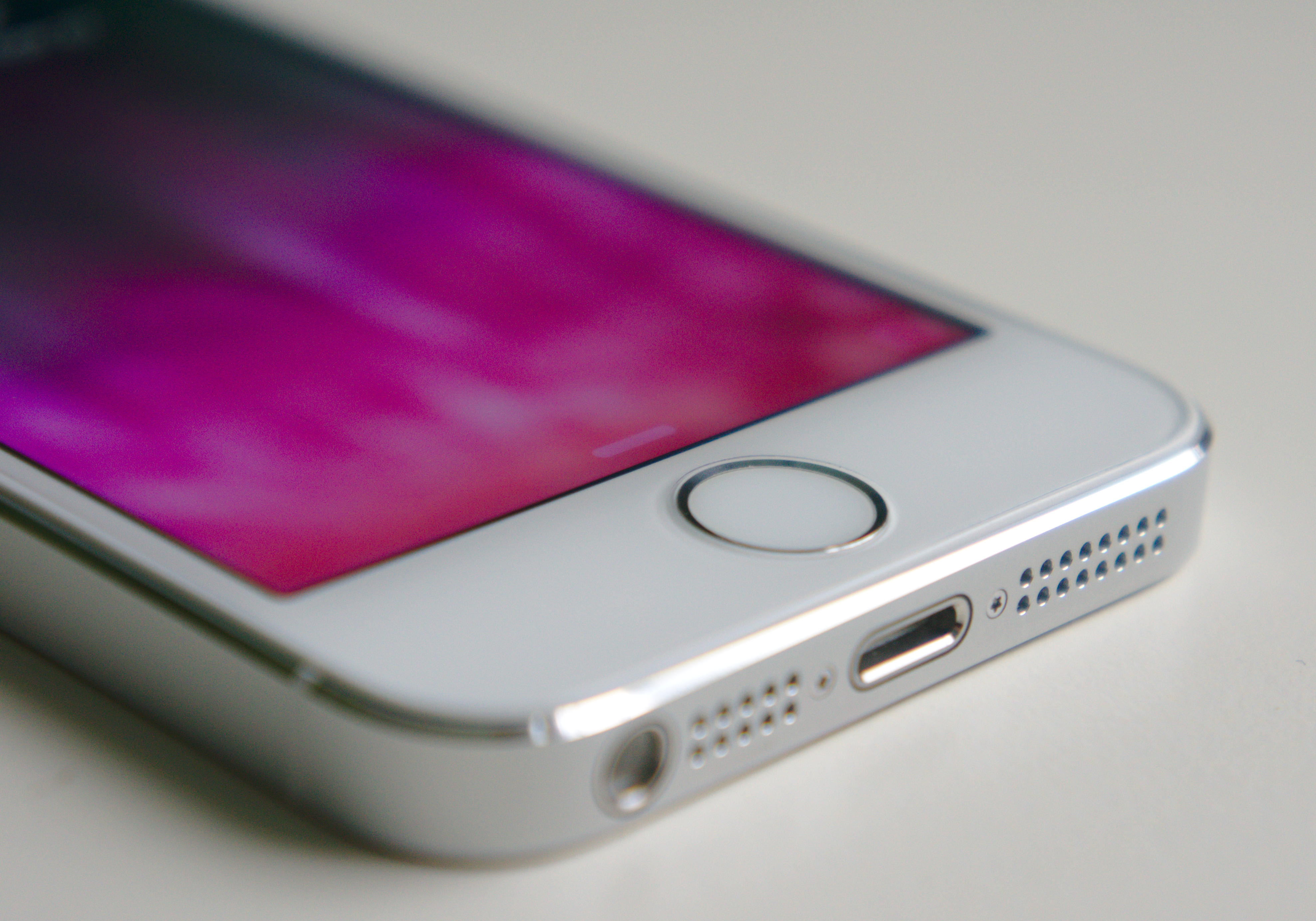
Home-Taste aus Saphirglas mit Touch-ID-Sensor und Edelstahlring

Äußerlich entspricht das Gerät weitgehend dem iPhone 5. Hinzugekommen ist ein Edelstahlring um die „Home-Taste“, welcher den ebenfalls hinzugekommenen Fingerabdrucksensor aktiviert. Dieser wird nun aus Saphirglas hergestellt. Erstmals bei einem iOS-Gerät entfällt das Quadrat mit abgerundeten Ecken, welches ein App-Icon symbolisierte, auf der Home-Taste.
Des Weiteren wurden die Ringe um die Kamera und den doppelten Blitz, welcher beim iPhone 5s ovalförmig ist, entfernt. Für den Schriftzug „iPhone“ auf der Rückseite wurde eine dünnere Version der Schriftart Myriad verwendet.
Ferner bringt das Betriebssystem iOS 7 diverse Designänderungen in der Benutzeroberfläche mit.

## Technik

### Funktionen & Sensoren
Im Gerät wurde ein Fingerabdruck-Sensor namens Touch ID in der Start-Taste verbaut, der zum Entsperren oder zur automatischen Passworteingabe im Sperrbildschirm und in iTunes Stores wie dem App Store verwendet werden kann. Hierbei wird kein Abbild des Fingerabdrucks erstellt, sondern spezifische Daten des Abdrucks verschlüsselt in einem gesicherten Bereich des A7-Chips gespeichert. Der Multi-Touch-Bildschirm besitzt eine Auflösung von 1136 × 640 Pixel bei einer Diagonalen von 100 mm (ca. 4 Zoll) (16:9-Format). Das entspricht einer Pixeldichte von 326 Pixel pro Zoll (ppi). Die Oberfläche des Bildschirms besteht aus widerstandsfähigem Spezialglas der Firma Corning (Herstellerbezeichnung Gorilla Glass).

### SoC
Das Gerät verfügt über den hauseigenen Apple A7-SoC als Prozessoreinheit für Benutzeranwendungen. Dieser soll die doppelte Leistung gegenüber dem Apple A6 bieten. Der M7-Koprozessor, bei dem es sich um einen 32-Bit-Mikrocontroller des Typs LPC18A1 von NXP Semiconductors handelt, verarbeitet die Signale zahlreicher Sensoren, wie die des Gyrosensors, des Bewegungssensors und des Kompasses. Das iPhone 5S ist das erste Smartphone, das auf einer 64-Bit-Architektur basiert.

### Kamera

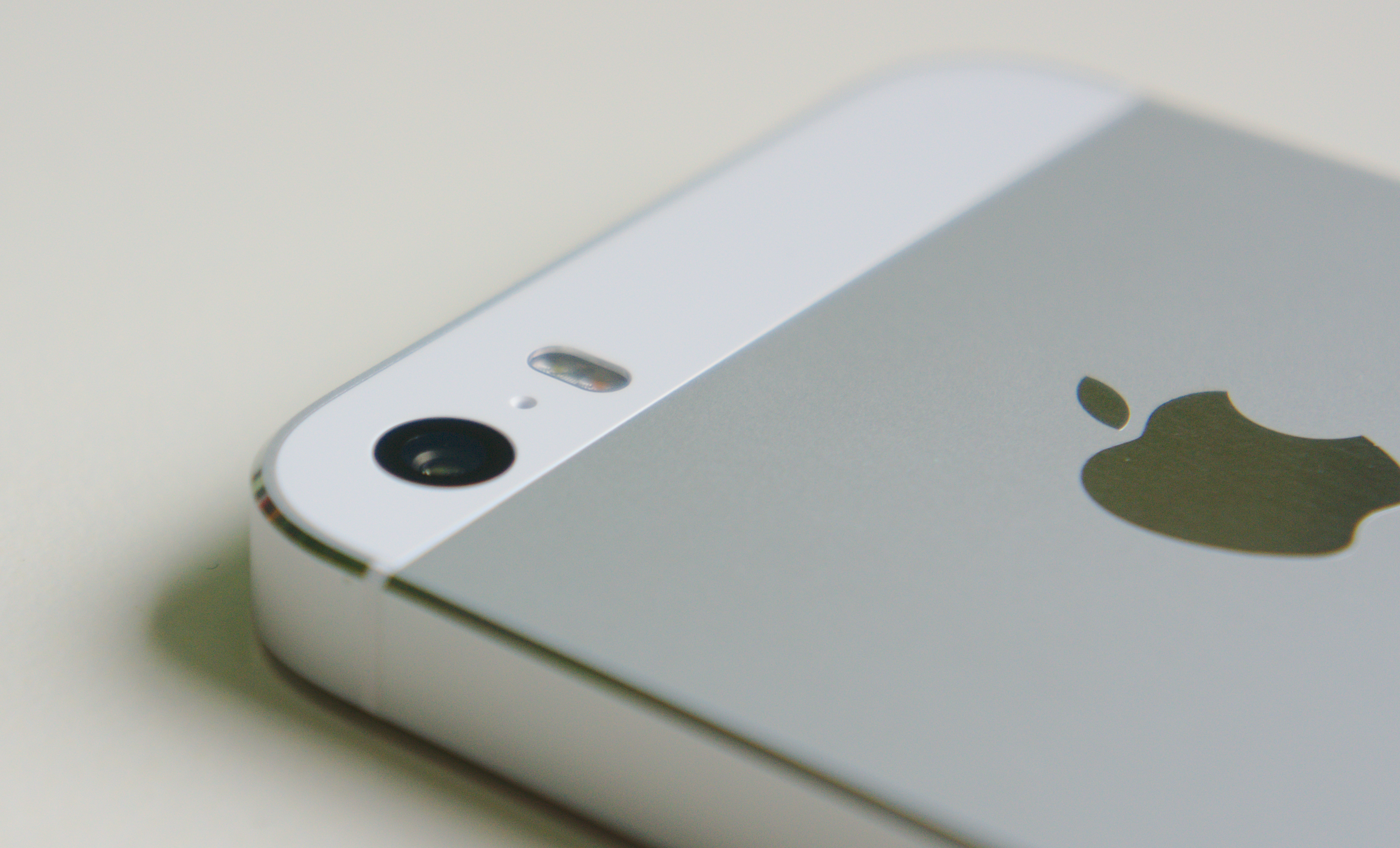
Kameralinse und True-Tone-Blitz auf der Geräterückseite

Die rückwärtig belichtete Kamera (Rückkamera, Herstellerbezeichnung iSight) nimmt Fotos mit acht Megapixeln und Videos in 1080p auf. Apple erhöhte zwar nicht die Anzahl an Bildpunkten, vergrößerte jedoch die Aufnahmefläche (und damit auch die Fläche jedes Bildpunktes), um so ein rauschärmeres Bild zu erzeugen.
Die Kamera verfügt außerdem über eine Serienbildfunktion für bis zu zehn Fotos pro Sekunde, einen sogenannten True-Tone-Blitz mit einer sich an das Umgebungslicht anpassenden Farbtemperatur und einer Zeitlupenfunktion für Videos mit 120 Bildern pro Sekunde in 720p-Auflösung. Die vordere Videokamera mit dem FaceTime-Videosystem verfügt über eine 1,2-Megapixel-Auflösung und kann Videoaufnahmen mit einer Auflösung von 720p aufzeichnen.
Weitere Funktionen wie das sogenannte Kontrollzentrum und AirDrop werden software-seitig vom Betriebssystem iOS 7 bereitgestellt.

### Mobilfunkverbindungen
Das iPhone 5s unterstützt LTE. Wie das iPhone 5 unterstützt das iPhone 5s nunmehr Nano-SIM-Karten.

### Akku
Der verbaute Lithium-Ionen-Akku (3,8 V, 5,92 Wh (1560 mAh)) verspricht laut Hersteller eine Sprechzeit von bis zu 10 Stunden mit 3G-Netz und bis zu 250 Stunden Bereitschaftsbetrieb. 

### Contact-Tracing-Apps
Am 15. Dezember 2020 hat Apple das Update iOS 12.5 veröffentlicht, mit dem es möglich ist, Contact-Tracing-Apps auf dem iPhone 5s und 6 zu nutzen. Die entsprechende Schnittstelle wird damit unterstützt.

## Rezeption

### Kritik
Das iPhone 5s erhielt überwiegend positive Kritiken. Gelobt wurden unter anderem der zuverlässig funktionierende Touch-ID-Sensor, das Kamerasystem und das Betriebssystem iOS 7.

### Sicherheitslücke
Am 21. September 2013 meldete der Chaos Computer Club (CCC), die Touch-ID-Sicherheitssperre auch ohne einen echten Finger überwunden zu haben. Dabei wurde ein abfotografierter Fingerabdruck mit einem Laserdrucker in 1200 dpi auf eine Transparenzfolie gedruckt und hautfarbene Latexmilch oder weißer Holzleim aufgetragen. Heise-Security-Chefredakteur Jürgen Schmidt hält Touch ID dennoch für sinnvoll, praktikabel und eine Verbesserung der Sicherheit, da „die über 50 Prozent der iPhone-Nutzer, die derzeit gar keine Sperre haben, endlich einen Passcode einrichten“ müssen, um die Funktion zu verwenden.

## Verfügbarkeit
Zu Beginn der Vorbestellungen am 20. September 2013 war das iPhone 5s mit 16, 32 oder 64 GB zu Preisen von 699 €, 799 € oder 899 € erhältlich.
Mit der Vorstellung des iPhone 6 am 9. September 2014 wurden die Preise der 16 und 32 GB-Varianten auf 599 und 649 € gesenkt. Die 64 GB-Version wurde eingestellt.
Nachdem das iPhone 6s am 9. September 2015 vorgestellt wurde, wurden die Preise des iPhone 5s erneut gesenkt. Die 16 und 32 GB-Versionen kosteten nun 499 und 549 €. Die goldene Farbvariante wurde eingestellt.
Mit der Vorstellung des iPhone SE am 21. März 2016 wurde der Verkauf des iPhone 5s eingestellt.
| Speicher | 20. September 2013 | 9. September 2014 | 9. September 2015 |
| -------- | ------------------ | ----------------- | ----------------- |
| 16 GB    | 699 € (896 €)      | 599 € (760 €)     | 499 € (630 €)     |
| 32 GB    | 799 € (1.024 €)    | 649 € (823 €)     | 549 € (693 €)     |
| 64 GB    | 899 € (1.152 €)    | —                 | —                 |